# Iso-Piilo
Iso-Piilo är en sjö i kommunen Lieksa i landskapet Norra Karelen i Finland. Den är 9,4 meter djup. Arean är 42 hektar och strandlinjen är 3,98 kilometer lång. Sjön  ingår i Vuoksens huvudavrinningsområde.   Den ligger omkring 82 kilometer nordöst om Joensuu och omkring 450 kilometer nordöst om Helsingfors. 
I sjön finns ön Ruissaari. 